# Третій уряд Марка Рютте
Кабінет Рютте III був нідерландським кабінетом міністрів з 26 жовтня 2017 року по 10 січня 2022 року. Його утворили партії VVD, CDA, D66 і ChristenUnie і очолив прем'єр-міністр Марк Рютте
Кабінет був приведений до присяги як наступник кабінету Рютте II 26 жовтня 2017 року після парламентських виборів 15 березня 2017 року та подальшого формування кабінету.
15 січня 2021 року Кабмін подав у відставку за два місяці до парламентських виборів у відповідь на повідомлення про справу з доплатами. 10 січня 2022 року кабінет Рютте IV склав присягу як наступник.

## Створення

### Формування
Після парламентських виборів 15 березня 2017 року почалося формування кабінету міністрів під керівництвом скаута Едіт Шипперс. Одразу стало зрозуміло, що ядро нового кабінету міністрів складатимуть ВВД, ЦДА та Д66, яким разом не вистачило п’яти місць до більшості. 28 березня Палата представників висунула Шіпперса як інформатора для продовження конкретних переговорів щодо кабінету VVD–CDA–D66– GroenLinks. 15 травня ця спроба формування провалилася через різні позиції сторін щодо притулку та міграції.
Коли 23 травня друга спроба формування, цього разу з ChristenUnie, зазнала невдачі, Шипперс запропонував призначити нового інформатора Германа Т’єнка Віллінка. Відновлені переговори з GroenLinks не привели до згоди. 27 червня інформатор у своїй остаточній доповіді вказав, що єдиним варіантом для мажоритарного кабінету є кабінет із чотирма партіями VVD, CDA, D66 і ChristenUnie. Герріт Залм був призначений інформатором через день. 9 жовтня, через 208 днів після виборів, тимчасова коаліційна угода під назвою «Впевненість у майбутньому» була на столі для формування нового кабінету Рютте III. 12 жовтня Палата представників за пропозицією чотирьох головних учасників переговорів призначила Рютте формататором . 25 жовтня Рютте завершив свої обов’язки форматера та передав свій остаточний звіт спікеру Палати представників Хадіджі Аріб. Через день Кабмін склав присягу.

### Зміни міністерств
У коаліційній угоді було домовлено внести зміни в міністерства та портфелі. Міністерство сільського господарства, природи та якості харчових продуктів було відновлено після того, як воно було передано Міністерству економіки між 2010 і 2017 роками. Було перейменовано три міністерства. Міністерство економіки стало Міністерством економіки та кліматичної політики, Міністерство інфраструктури та навколишнього середовища стало Міністерством інфраструктури та водного господарства, а Міністерство безпеки та юстиції стало Міністерством юстиції та безпеки. Звіт Державної аудиторської служби за жовтень 2018 року показав, що реструктуризація та зміна назви коштували приблизно 31,7 мільйона євро.

## Композиція
Спочатку кабінет складався з шістнадцяти міністрів і восьми державних секретарів . VVD надав шість міністрів і трьох державних секретарів, CDA і D66 — по чотири міністри і двох державних секретарів, а ChristenUnie — двох міністрів і одного державного секретаря. Це змінилося в ході роботи кабінету через зміни.

## Курс
Після тривалого формування Кабмін почав досить складно. У перші сто днів закон Гіллена було скасовано. Цей захід мав на меті поступово скасувати податкові пільги для власників житла, які повністю виплатили іпотеку. Міністр економіки та кліматичної політики Ерік Вібес також вирішив ще швидше скоротити видобуток газу на родовищі Гронінген.
Через чотири місяці після вступу на посаду міністр закордонних справ Халбе Зійлстра подав у відставку. Протягом багатьох років він стверджував, що був присутній на зустрічі на дачі російського президента Володимира Путіна, де, як кажуть, Путін говорив про прагнення до «Великої Росії». Однак виявилося, що Зійлстра там не було. Його наступник, Стеф Блок, також був дискредитований того ж року, коли, серед іншого, назвав Суринам невдалою державою .
Про скасування податку на дивіденди було заявлено в коаліційній угоді. Це було суперечливим із самого початку, оскільки не фігурувало в жодній передвиборчій програмі. Рютте стверджував, що ніяких записок про скасування податку на дивіденди не було, а виявилося, що вони були. Це призвело до вотуму недовіри Рютте, який підтримала вся опозиція, крім SGP. Зрештою, Кабмін вирішив скасувати скасування. Як альтернативу було вирішено знизити податок на прибуток.